# Cașolț
Cașolț – wieś w Rumunii, w okręgu Sybin, w gminie Roșia. W 2011 roku liczyła 719 mieszkańców.